# Villanueva de los Montes
Villanueva de los Montes es una localidad del municipio burgalés de Oña, en la Comunidad Autónoma de Castilla y León (España). 
La iglesia está dedicada a san Román mártir.

## Localidades limítrofes
Confina con las siguientes localidades:
- Al noreste con Quintanaseca y Frías.
- Al este con Tobera.
- Al sur con Barcina de los Montes.
- Al suroeste con Penches y Oña.
- Al noroeste con Cillaperlata.

## Demografía
Evolución de la población
| Gráfica de evolución demográfica de Villanueva de los Montes entre 2000 y 2017 |
|                                                                                |
| Población de derecho (2000-2017) según el padrón municipal del INE             |

## Historia
Así se describe a Villanueva de los Montes en el tomo XVI del Diccionario geográfico-estadístico-histórico de España y sus posesiones de Ultramar, obra impulsada por Pascual Madoz a mediados del siglo XIX:

Villa en la provincia, audiencia territorial, capitanía general y diócesis de Burgos (11 leguas), partido judicial de Villarcayo (5), ayuntamiento del partido de la sierra en Tovalina (1). Situada sobre una elevada colina, pero en terreno llano, con buena ventilación y clima frío y saludable; se padecen por lo común fiebres intermitentes. Tiene 26 casas; escuela de instrucción primaria; una iglesia parroquial (San Román) servida por un cura párroco. El término confina N Cillaperlata; E Barrera; S Barcina de los Montes, y O Oña. El terreno es de mediana calidad, aunque montuoso, bastante poblado de pinos y robles; le cruzan varios caminos locales en muy mal estado. El correo se recibe de Briviesca. Producciones: cereales y legumbres; cría ganado lanar, caballar, cabrío y vacuno; caza mayor y menor. Población: 12 vecinos, 45 almas. Capital productivo: 104.200 reales. Imponible: 9.755.
Diccionario geográfico-estadístico-histórico de España y sus posesiones de Ultramar